# A12-blokkade
De A12-blokkades zijn een reeks protesten door klimaatactivisten van Extinction Rebellion Nederland (XR) op de Utrechtsebaan in Den Haag in 2022 tot en met 2025. De demonstranten willen een einde aan fossiele subsidies. De gemeente verbiedt of verplaatst deze wegblokkades, maar XR werkt daar niet aan mee en er worden soms meer dan duizend demonstranten gearresteerd. De maatschappelijke en politieke reacties zijn verdeeld. Hoewel zowel XR als de overheid worden bekritiseerd, staat slechts 11% van de Nederlanders achter deze blokkades, terwijl 84% hiertegen is.

## Doel en achtergrond
Extinction Rebellion Nederland eist dat Nederland fossiele subsidies afschaft. Het gaat niet enkel om subsidies, maar om een scala aan overheidsregelingen die gebruikers of producenten van fossiele brandstoffen ten goede komen. De Nederlandse politiek sprak in 2020 van financiële prikkels en ontwikkelde een rekenmethodiek, gebaseerd op een model van de Wereldhandelsorganisatie. De berekening kwam uit op 4,5 miljard euro, met de kanttekening dat dit niet het volledige bedrag kon zijn aangezien meerdere posten, zoals het lagere belastingtarief voor grootverbruikers van energie, niet berekend werden. Het toen bekende bedrag was ongeveer even hoog als de uitgaven voor het klimaatbeleid. Alman Metten vulde in 2021 de ontbrekende posten in en kwam op 17,2 miljard uit, een bedrag dat ook door XR genoemd werd. Een veel uitgebreider onderzoek uit 2023 kwam op een nadeel van 37,5 miljard voor de schatkist door overheidsregelingen voor de fossiele sector. Dit bedrag is door XR en het kabinet overgenomen.

## Locatie
De A12-blokkades vinden plaats op de Utrechtsebaan, tussen het ministerie van Economische Zaken en Klimaat en de tijdelijke Tweede Kamer der Staten-Generaal. Dit traject wordt gewoonlijk tot de A12 gerekend, maar is geen rijksweg, zodat de gemeente Den Haag verantwoordelijk is voor de veiligheid en de openbare orde. De demonstraties worden vaak verboden of verplaatst, zodat de politie de demonstranten wegstuurt; wie zich niet laat wegsturen wordt aangehouden.

## Tijdlijn

### 2021
13 oktober: Een poging tot een blokkade werd door politieoptreden voorkomen. Vier deelnemers werden veroordeeld tot 45 uur werkstraf.

### 2022
6 juli – 1e blokkade: Enkele tientallen demonstranten werden aangehouden.
21 september – 2e blokkade: Een aantal demonstranten hadden zich aan het wegdek vastgelijmd. Er volgden 21 aanhoudingen.
15 oktober – 3e blokkade: Er werden 62 aanhoudingen verricht.
26 november – 4e blokkade: Er werden 150 aanhoudingen verricht.

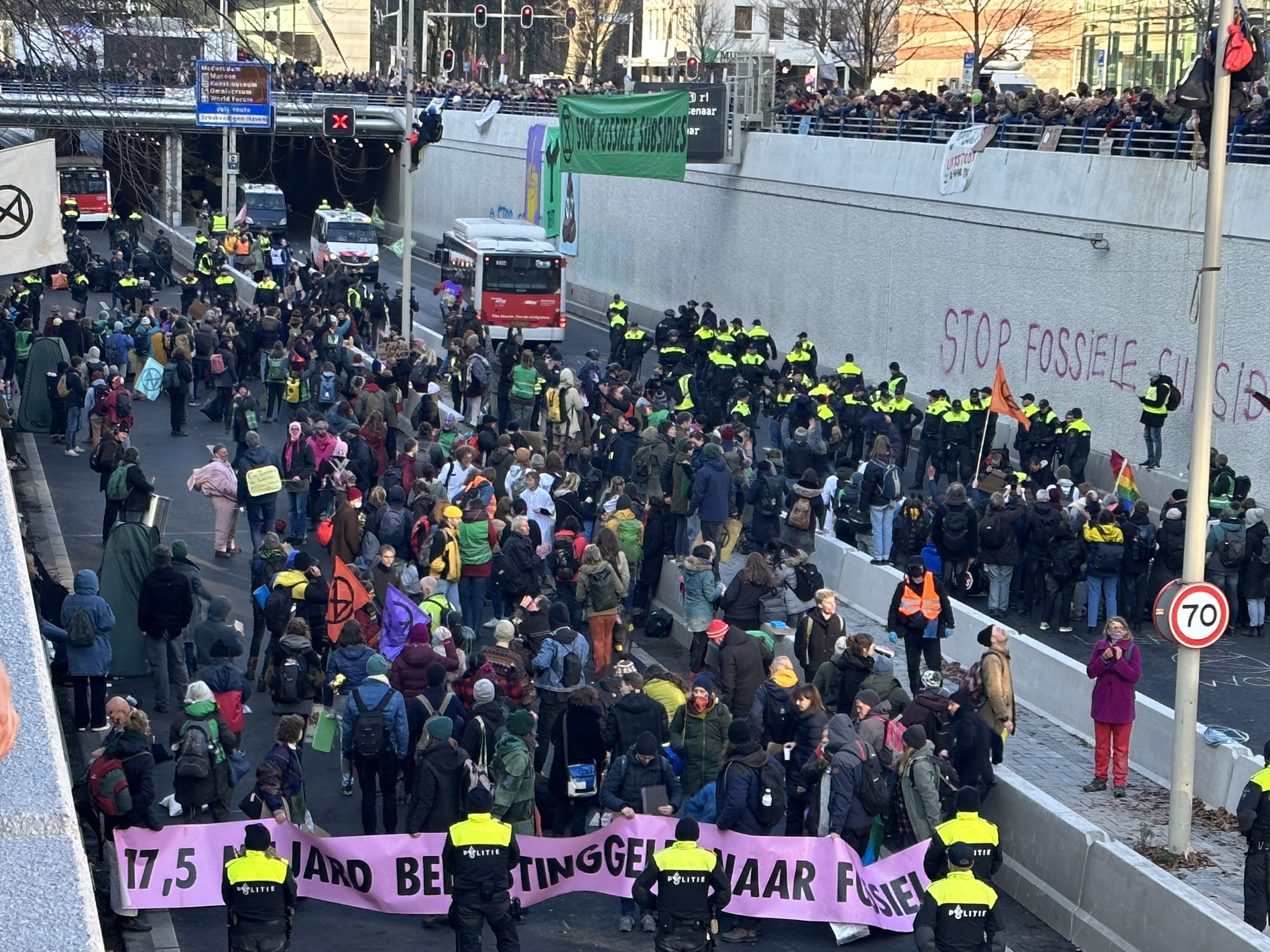
A12-blokkade op 28 januari 2023

### 2023
26 januari: Acht klimaatactivisten werden opgepakt voor opruiing, omdat ze verdacht werden van oproepen om naar de blokkade te komen. Ze kregen tevens een gebiedsverbod.
28 januari – 5e blokkade: Er waren 768 aanhoudingen.

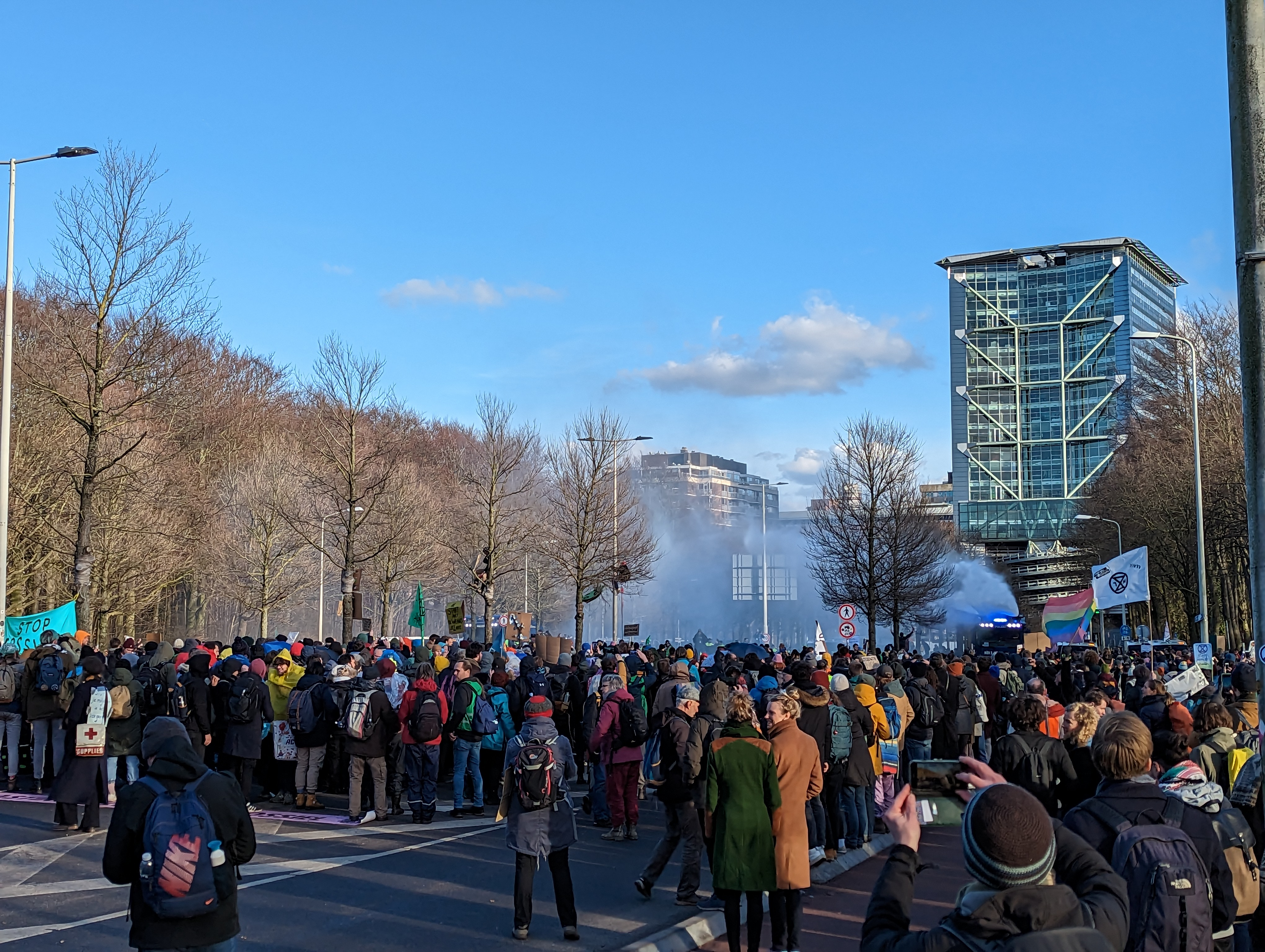
A12-blokkade op 11 maart 2023

11 maart – 6e blokkade: De demonstratie was toevallig gelijktijdig met een boerenprotest in Den Haag die dag. Er waren 700 aanhoudingen. Bij de demonstratie werden er voor het eerst waterkanonnen ingezet, van het model Wasserwerfer 10000, geleend van de Duitse politie.
27 mei – 7e blokkade: Bij de A12-blokkade op 27 mei 2023 werden 1579 aanhoudingen verricht.
20 juni: Extinction Rebellion kondigde aan vanaf 9 september elke dag om 12 uur de A12 te blokkeren zolang de fossiele subsidies niet afgeschaft zijn, ook als de demonstranten weggehaald zouden worden.
19 augustus: Extinction Rebellion plaatst op zaterdag een paginagrote advertentie in de Volkskrant waarin ze oproept om naar de A12-blokkade te komen. In de advertentie staan de namen van 1.841 burgers die de oproep zeggen te steunen. In de oproep wordt ook verwezen naar de activisten die in januari zijn opgepakt voor opruiing en eerder deze maand zijn veroordeeld.

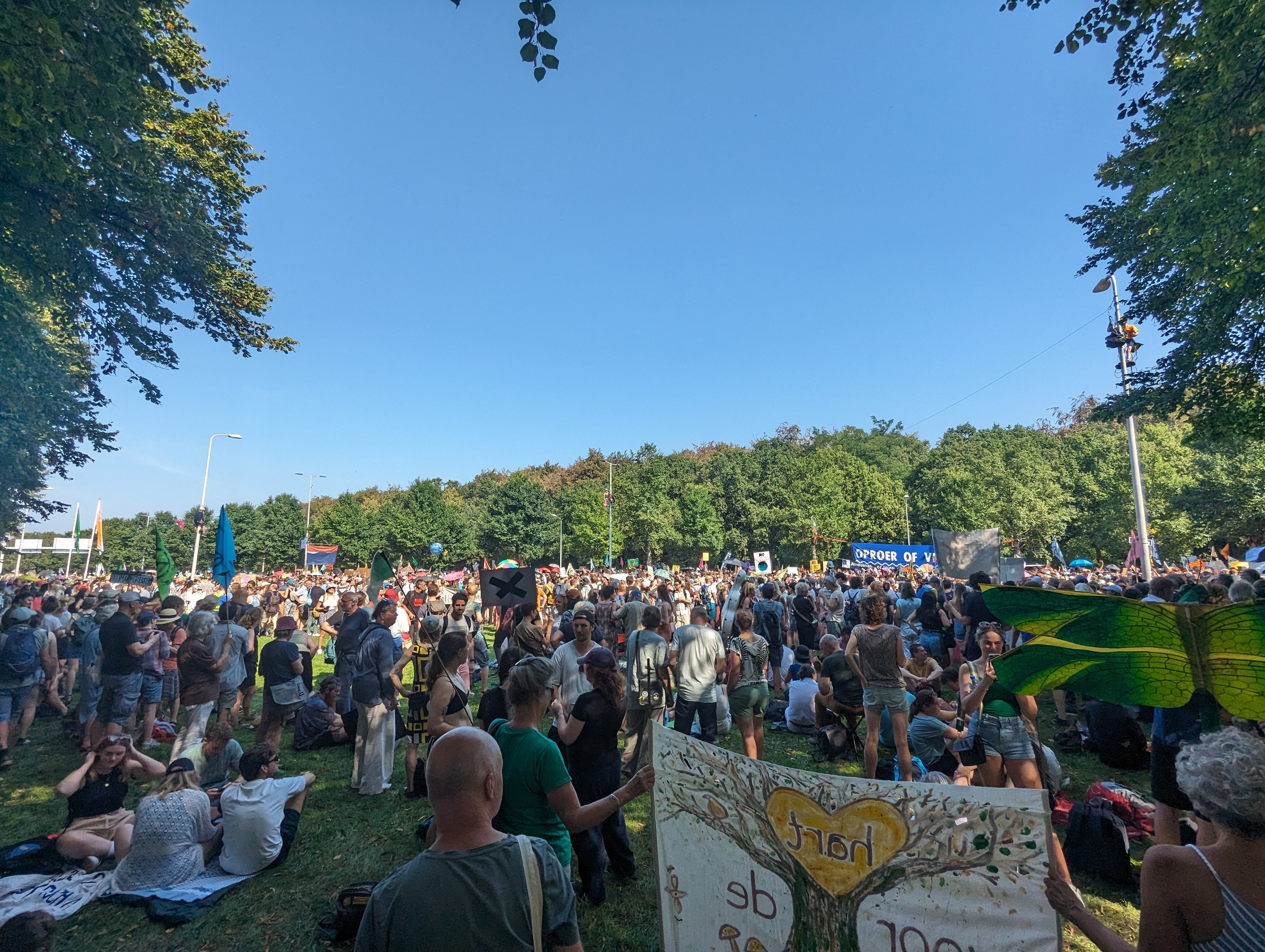
A12-blokkade op 9 september 2023

9 september – 8e blokkade: Er zijn ruim 2400 aanhoudingen verricht. Volgens Extinction Rebellion demonstreerden zo’n 25.000 mensen op en naast de A12, in de blokkade en de bij de steundemonstratie. De zogenoemde steundemonstratie vond plaats op de Laan van Reagan en Gorbatsjov, en was georganiseerd door een coalitie van organisaties waaronder Greenpeace en Milieudefensie. De politie heeft geen schatting gepubliceerd. Rond 18.30 uur waren alle demonstranten van de weg gehaald. Bij het ontruimen van de A12 zouden de waterkanonnen met een hardere straal zijn ingezet dan bij vorige A12-blokkades.
10 september – 9e blokkade: De tweede actie van de door XR aangekondigde permanente blokkade. Rond 11.50 betraden actievoerders de A12/Utrechtsebaan. 500 mensen werden aangehouden, waarbij opnieuw waterkanonnen zijn ingezet. Rond 14.25 was de weg vrijgegeven voor regulier verkeer. Volgens XR zijn alle aangehouden personen dezelfde middag weer vrijgelaten.
11 september – 10e blokkade: XR blokkeert de Utrechtsebaan voor de derde dag op rij. Hierbij zijn volgens XR 210 mensen aangehouden, waarbij de aanhoudingen direct na de start van de blokkade zijn begonnen. Ongeveer twee uur na de start van de blokkade zijn de laatste activisten aangehouden. Ook deze dag zijn waterkanonnen ingezet.
12 september – 11e blokkade: Voor de vierde dag op rij wordt rond half twaalf 's ochtends de blokkade ingezet. Er zijn 198 actievoerders zijn opgepakt door de politie, waarna de weg rond 13.00 weer vrij was. Ook een automobilist is opgepakt na het slaan van een verslaggever van Omroep West.
13 september – 12e blokkade: Bij de vijfde blokkade van september zijn ruim 300 mensen aangehouden. Tegen half drie 's middags was de weg na ruim anderhalf uur gesloten te zijn weer open.
14 september – 13e blokkade: Voor de zesde dag op rij vindt de A12-blokkade plaats. Hierbij wordt de helft van de weg geblokkeerd, waarbij enkele honderden mensen zijn aangehouden.
15 september – 14e blokkade: Voor de zevende dag op rij vindt de A12-blokkade plaats, waarbij op vrijdagmiddag beide rijrichtingen geblokkeerd werden. Er was speciale aandacht voor het onderwijs en de zorg. Op het Malieveld, naast de A12, verzamelden al vroeg honderden scholieren zich voor de schoolstaking voor het klimaat. Zij steunden de demonstranten op het wegdek. Op het wegdek waren ook leden van Scientist Rebellion, waaronder hoogleraren, aanwezig. Bijna 400 mensen zijn aangehouden, waarbij ook de waterkanonnen veelvuldig zijn ingezet. Voor de inzet van de de waterkanonnen, werden de ‘kwetsbare mensen’ uit de groep gehaald, onder wie minderjarigen en hun begeleiders. Ze werden aangehouden als ze niet wilden vertrekken.
16 september – 15e blokkade: Op zaterdag is voor de achtste dag op rij de weg geblokkeerd. Hierbij zijn ruim 650 actievoerders aangehouden. Ook zijn hierbij muziekinstrumenten in beslag genomen, omdat deze volgens de politie "de agenten hinderden bij de uitvoering van de politietaak". De instrumenten zijn na de actie volgens de politie weer teruggegeven aan de eigenaar.
17 september - 16e blokkade: Op zondag zijn ongeveer 400 mensen aangehouden tijdens de negende blokkadedag op rij. Activisten in rolstoel werden door politie uit de blokkade gerold tegen hun wil.
18 september - 17e blokkade: Op maandag vond de tiende blokkade dag op rij plaats. Er werd aandacht gevraagd voor de vele overstromingen die in één week tijd over de gehele wereld plaats vonden. Er werd een minuut stilte gehouden. Er waren bijna 200 mensen aanwezig.
19 september - 18e blokkade: Op Prinsjesdag was er verminderde politiecapaciteit. 217 personen zijn aangehouden en direct weer vrijgelaten. De weg was rond half vier weer vrij voor autoverkeer.
20 september - 19e blokkade: Woensdag was de 12e blokkade dag op rij. Er zijn ongeveer 130 personen aangehouden.
21 september - 20e blokkade: Donderdag markeerde de twintigste blokkade van de A12 door Extinction Rebellion. Er zijn bijna 100 mensen aangehouden.
22 september - 21e blokkade: Op vrijdag zijn ongeveer 350 actievoerders aangehouden. Autoverkeer werd ruim anderhalf uur lang geblokkeerd.
23 september - 22e blokkade: Voor de derde zaterdag op rij werd de A12 geblokkeerd. Er was speciale aandacht voor de biodiversiteit van de Waddenzee. Een Belgische waterkanon is ingezet. Naar aanleiding van blauwe plekken die activisten overhielden aan de waterstraal begint Extinction Rebellion een kort geding over het gebruik van de waterkanon. Ongeveer 210 personen zijn aangehouden.
24 september - 23e blokkade: Zondag was het de 16e blokkade dag op rij. Ruim 300 personen zijn aangehouden.
25 september - 24e blokkade: Op maandag zijn ongeveer 130 personen aangehouden. Al na een half uur was het wegdek weer vrij voor het verkeer. De kortste blokkade sinds de start van de marathon.
26 september - 25e blokkade: Op dinsdag zijn ongeveer 120 personen aangehouden. De blokkade was iets langer dan die op maandag 25 september. Er was speciale aandacht voor de rol van vrouwen in de klimaatcrisis als groep die wereldwijd minder middelen heeft om zich te beschermen tegen natuurrampen en minder invloed heeft op politiek en uitstoot.
27 september - 26e blokkade: Op woensdag was er geen politie-inzet ten aanvang van de blokkade; de politie-inzet was elders nodig. De demonstranten faciliteerde zelf met de aanwezige hekken de blokkade en de groep bereikt voor het eerst sinds 28 januari de tunnelbak en daarmee de gewenste plek tussen het gebouw van het ministerie van Economische Zaken en Klimaat en het tijdelijke gebouw van de Tweede Kamer. Anderhalf uur later worden ongeveer 160 personen aangehouden.
28 september - 27e blokkade: Activisten lopen door de tunnel en houden een demonstratie op de snelweg voor de tweede kamer van het parlement. Ze werden rond 15.00 uur uitgezet.
30 september - 29e blokkade: Op zaterdag komt de Duitse klimaatbeweging Letzte Generation met 100 mensen naar Den Haag en sluit zich aan bij de A12-blokkade. Het A12 orkest speelde weer en veel activisten plakten zichzelf op de weg. Er werden waterkanonnen ingezet tegen de demonstranten. Ongeveer 600 personen werden aangehouden.
1 oktober - 30e blokkade: De blokkade gaat voor de 23e dag op rij door. Een groep gewelddadig publiek kwam naar de A12. Veelal werden zij door de politie tegengehouden. Even verderop van de blokkade waren een viertal activisten van Letzte Generation op de matrixborden bij het begin van de tunnel geklommen. Op de weg daarnaast mengde het vijandig publiek met activisten van Extinction Rebellion. Pas rond vijf uur 's middags is dit ontbonden en zijn de Letzte Generation activisten met een hoogwerker verwijderd en aangehouden. De weg was pas na 7,5 uur na de start van de blokkade weer berijdbaar.
2 oktober - 31e blokkade: Op maandag klonk de maandelijkse test van het luchtalarm op het moment dat de activisten de A12 opliepen. Er zijn 79 mensen aangehouden. Binnen een uur was het wegdek weer beschikbaar voor verkeer.
3 oktober - 32e blokkade: Op de 25e blokkade dag op rij bereikten de activisten de tunnelbak. Pas om drie uur vorderde de politie om te vertrekken. Ongeveer 80 personen zijn aangehouden.
4 oktober - 33e blokkade: Op woensdag was het dierendag en hier werd aanvullende aandacht aan gespendeerd. Er zijn 113 personen aangehouden in de tunnelbak.
5 oktober - 34e blokkade: Op de 27ste dag vond weer een blokkade plaats. De weg was na een halfuur weer open voor verkeer. 's Avonds kondigde Extinction Rebellion aan om de blokkades op te schorten totdat er gestemd wordt op een Tweede-Kamermotie voor de afbouw van fossiele subsidies, diens stemming op dinsdag 10 oktober zal volgen. Hiermee kwam na 27 dagen achter elkaar een einde aan de marathonblokkade. Uiteindelijk stemde de Tweede Kamer in met de motie, waarop XR bekendmaakte de A12 niet meer voor het kerstreces van de Tweede Kamer te blokkeren.

### 2024
8 januari: XR kondigt op de brug boven de tunnelbak aan terug te komen op de A12 omdat het kabinet niet gekomen is met het eerder beloofde plan om te komen tot een schema van afbouw van fossiele subsidies én de Eerste Kamer tegen een wet die 2 fossiele subsidies zou afschaffen heeft gestemd. 
XR kondigde aan om op zaterdag 3 februari vanaf 12:00 meerdere slow marches houden in Den Haag en vanaf 13:00 de A12 blokkeren. 
Na deze aankondiging liep een groep van 100 demonstranten in slow march naar het tijdelijke gebouw van de Eerste Kamer om 3 posters met kerstgroeten te overhandigen.
3 februari - 35e blokkade: Vanaf meerdere plekken in de stad liepen groepen demonstranten naar de A12 toe. Er waren ongeveer duizend arrestaties. Rond 17:00 was de weg weer vrij.
15 februari: XR blokkeert in de ochtend de reguliere ingangen van het ministerie van Financiën en kondigt vervolgens op het binnenplein van het ministerie aan dat XR op 6 april de A12 wederom gaat blokkeren met als eis dat de fossiele subsidies worden afgeschaft.
6 april - poging tot 36e blokkade: Na verschillende marsen probeert XR de A12 te blokkeren maar de politie heeft de demonstranten tegengehouden. Wel waren er daardoor andere wegen geblokkeerd. Er waren ongeveer 400 arrestaties, waaronder bekende klimaatactiviste Greta Thunberg, die twee keer werd gearresteerd.
2 juli - 36e blokkade: Vlak na de bordesscène van kabinet-Schoof was er een onaangekondigde blokkade door tientallen activisten in de tunnelbak.
6 juli - 37e blokkade: o.a. werd het begin van de A12 geblokkeerd door enkele honderden demonstranten, waar vele demonstranten waaronder Greta Thunberg wederom werden gearresteerd.
14 september - 38e blokkade: honderden demonstranten bereikten de tunnelbak. Tot 17:00 was er geen politieinzet, de politie was aan het staken voor een vroegpensioenregeling. Na 17:00 maakte de politie een einde aan de demonstratie, waarbij 350 mensen werden gearresteerd.
4 december - 39e blokkade: de dag voor de commissievergadering in de Tweede Kamer over fossiele subsidies vond een onaangekondigde blokkade plaats die ruim 7 uur duurde. 107 demonstranten werden gearresteerd.

### 2025
11 januari - 40e blokkade: Een aantal demonstranten die naar de A12 liepen werden door de politie tegengehouden en besloten andere locaties te blokkeren, zoals de Zuid Hollandlaan en de Koningskade. Desondanks lukte een deel het de A12 tunnelbak te bereiken. Meer dan 700 activisten werden gearresteerd, waarbij de waterwerper werd ingezet.
15 januari: Vijf activisten worden door het OM vervolgd voor o.a. het bekladden van de muren van de tunnelbak in 2023 en/of 2024.
5 april - 41e blokkade: Activisten bereikten de tunnelbak. Ruim 500 arrestaties.
6 april - 42e blokkade: Een dag na de vorige blokkade liepen er rond 12:00 ongeveer 40 activisten de Utrechtsebaan op richting de tunnelbak bij deze onaangekondigde blokkade. Deze werden gearresteerd en rond 15:30 was de weg weer vrij.
25 juni - 43e blokkade: Op woensdag 25 juni stond er een blokkade gepland door Extinction Rebellion en Justice Now. Deze blokkade was gepland tijdens de NAVO-top die op hetzelfde moment in Den Haag plaatsvond. Vanwege deze top zijn er veel veiligheidsmaatregelen. Er gingen zelfs stemmen op om de blokkade via een noodverordening te verbieden. Dit bleek echter niet mogelijk. De actiegroepen zeiden tijdens de blokkade te willen demonstreren tegen 'klimaatontwrichting, racisme, fascisme en genocide'. Uiteindelijk werd de snelweg voor korte tijd geblokkeerd en werden er rond de 200 mensen aangehouden. Een persoon raakte gewond.

## Reacties uit politiek en samenleving
De blokkade en de arrestaties op 28 januari 2023 en eerder leidden tot kritiek op het overheidsoptreden. In reactie op arrestaties wegens opruiing gingen bijna vijftig directeuren van maatschappelijke organisaties naar de demonstratie op 28 januari, om het recht op protest te verdedigen. Amnesty International stuurde waarnemers en het College voor de Rechten van de Mens schreef naar aanleiding van deze demonstratie dat het demonstratierecht ernstig onder druk staat.
Over de inzet van waterkanonnen op 11 maart 2023 zei minister-president Mark Rutte "eigen schuld, dikke bult". Hij vond het bezetten van de A12 absurd.
De demonstranten van 27 mei 2023 werden vrijwel meteen vrijgelaten en zijn verder niet vervolgd, tot ergernis van politiebonden, omdat de aanhoudingen veel tijd en energie hadden gekost. Het niet vervolgen zou de motivatie van politieagenten niet ten goede komen.
CDA-Tweede-Kamerlid Henri Bontenbal vond in juni 2023 dat XR onmogelijke eisen stelde en zei dat de "cijfertjes van Extinction Rebellion" niet kloppen. Dat ging destijds om een berekening van 30 miljard. Een latere berekening van 37,5 miljard werd door Minister voor Klimaat en Energie Rob Jetten bevestigd als kloppend. Bontenbal vreesde bij afschaffing van fossiele subsidies dat de concurrentiepositie van Nederland achteruit zou gaan en dat bedrijven hun productie zouden verhuizen en elders dan meer uit zouden stoten.
Zeven activisten die op 13 januari 2023 opgepakt waren, werden op 2 augustus 2023 veroordeeld voor opruiing. De meesten kregen een taakstraf van 30 uur. De activisten gingen in hoger beroep. Amnesty International noemde de veroordeling zorgwekkend en was zei geschokt te zijn dat het demonstratierecht en het recht op vrije meningsuiting zo’n kleine rol hebben gespeeld in deze rechtszaak.
De burgemeester van Den Haag, Jan van Zanen, schreef op 29 augustus 2023 een brandbrief naar de Tweede Kamer. Hij vroeg om hulp bij de aanpak van dit soort protesten. "In de praktijk blijkt dat niet effectief tegen dit soort gedragingen kan worden opgetreden wanneer deze massaal en langdurig plaatsvinden." Op 27 september, op dezelfde dag dat de demonstranten de tunnelbak inliepen omdat er geen politie-inzet was, stelde de burgemeester in een commissievergadering dat de continuiteit van het politiewerk onder druk staat. "Het einde is bereikt. Ik moet bureaus sluiten. De continuiteit van het politiewerk in Nederland staat onder druk."
Een actietraining van Extinction Rebellion in Breda voor de blokkade van 9 september 2023 werd bekritiseerd door de gemeenteraadsfracties van VVD en LPF. Zij bepleitten een verbod op die trainingen. De LPF vindt de aanpak van XR extremistisch en vroeg of het Bredase college XR gaat aanspreken op het geven van dergelijke cursussen.
In aanloop naar de aangekondigde dagelijkse blokkade vanaf 9 september 2023 bleek uit een peiling van het RTL Nieuwspanel dat 80% van de ondervraagden de geplande blokkades afkeurde, en 14% er wel achter stond. Daartegenover stond dat 70% het helemaal of redelijk eens was met de eis om fossiele subsidies af te schaffen. Ook publiceerde de Nederlandse Politiebond een open brief die de politiek opriep om het gesprek met Extinction Rebellion aan te gaan. "Steeds vaker moet de politie letterlijk de klappen voor de politiek opvangen", stelde de bond.
In een eerste terugblik op de marathonblokkades van 2023 stelde Amnesty dat de aanpak van de overheid tegen de demonstraties verhard, en het demonstratierecht volgens hen nog steeds onder druk staat. De mensenrechtenorganisatie bekritiseerde onder meer de criminalisering in plaats van facilitering van de demonstraties, noemde de voortdurende inzet van waterkanonnen problematisch, en vond het onbegrijpelijk en onverantwoord dat er meldingen bij de kindermishandelingsorganisatie Veilig Thuis gedaan werden door de politie bij minderjarige demonstranten.
In een peiling gepubliceerd op 27 januari 2024 door het Hart van Nederland-panel is 70% van de ondervraagden het oneens met de stelling dat klimaatactivisten goed werk doen, 20% is het eens en 10% weet het niet.
In een RTL Nieuwspanel peiling gepubliceerd op 11 januari 2025 was 59% van de ondervraagden het helemaal of redelijk eens  met de eis om fossiele subsidies af te schaffen, iets minder dan 70% in de peiling van 9 september 2023. 84% van de ondervraagden keurt de blokkades af, 11% vind de blokkades goed. In 2023 was dit 80% en 14% respectievelijk.